# LMS Coke Hopper 1729
Die zweiachsigen Selbstentladewagen für den Transport von Koks nach Musterblatt 1729 (im Englischen mit Coke Hopper bezeichnet) waren ab 1930 bei der London, Midland and Scottish Railway (LMS) im Einsatz.

## Geschichte
Die Trichterwagen in Ganzstahlbauweise wurden von der LMS in zwei Chargen zu je 100 Stück 1930 und 1935 in den bahneigenen Werkstätten gebaut. Der Entwurf basierte auf einem früheren Wagentyp aus den späten 1920ern, der bis nach 1940 in größerer Anzahl von verschiedenen Wagenbauanstalten für Industrieunternehmen, vor allem die United Steel Companies, gebaut wurden. Die Gesamtzahl wird auf rund 640 geschätzt.
Bei der Verstaatlichung im Jahr 1948 kamen alle diese Wagen zu British Railways und blieben bis Anfang der 1960er Jahre im Dienst, bevor sie ausgemustert wurden. Die Wagen der LMS behielten ihre Nummern mit einem davorgestellten M. Die über 600 privaten Wagen der verschiedenen Unternehmen wurden mit dem Präfix P komplett neu nummeriert.

## Weiterentwicklungen
Das Design wurde von British Railways (BR) kontinuierlich weiterentwickelt. Zwischen 1950 und 1958 wurden fast 2000 ähnliche Wagen gefertigt. Die ersten 250 nach Musterblatt 150 waren fast identisch. Später folgten ca. 1150 nach Musterblatt 151 mit einigen Modifikationen und 1958 schließlich nochmals 550 nach Musterblatt 152. Bis auf 100 Exemplare entstanden all diese Wagen in den BR-eigenen Werkstätten in Shildon.

## Modell
Der Modellbahnhersteller Hornby hat seit 2017 Modelle dieser Baureihe für die Nenngröße 00 im Sortiment. Diese werden sowohl in der Lackierung von LMS und BR, als auch von privaten Industrieunternehmen angeboten.